# Luis Servando Peláez Rodríguez
Luis Peláez Rodríguez (Luanco, 8 de noviembre de 1954) fue un político asturiano cuya profesión es la de Ingeniero Técnico, título obtenido en la Universidad de Oviedo. 

## Trayectoria
Desarrollo su carrera profesional entre 1978 y 1986, en la industria agroalimentaria como inspector de control de calidad. En 1988 fue uno de los fundadores del sindicato agrario Asaja-Asturias, siendo nombrado, ese mismo año, secretario general de dicha organización. En 1991 es elegido presidente nacional de Jóvenes Agricultores. Asimismo, y hasta 1993, fue miembro del Consejo Europeo de Jóvenes Agricultores y del Comité de Organizaciones Profesionales Agrarias. En 1993 accede a la vicesecretaria general de la organización territorial del PP en Asturias. Entre 1995 y 1998 fue Consejero de Agricultura y Ganadería presidido por Sergio Marqués, hasta su cese en 1998, debido a la crisis interna del PP asturiano, en la que todos los consejeros fieles a Isidro Fernández Rozada fueron reemplazados por otros afines a Marqués. 
Diputado Regional desde 1999 por la circunscripción central. 
Secretario de la Comisión de Industria, Comercio y Turismo y miembro de las Comisiones de Educación y Cultura, de Salud y Servicios Sanitarios, de Agricultura, Ganadería y Pesca, de Trabajo y Empleo y de Medio Ambiente. Ponente en los proyectos de ley sobre protección de los ecosistemas acuáticos; de la reserva natural integral de Muniellos; de tenencia y protección de animales domésticos; del parque natural de las Fuentes del Narcea; y del parque natural de Ponga. 
| Predecesor: Santiago Alonso González | Consejero de Agricultura y Ganadería de Asturias 1995 - 1998 | Sucesor: Manuel Fernández Fernández |

- Datos: Q5984341